# Lemsane
Lemsane (em árabe: لمسان) é uma cidade localizada na província de Batna, no noroeste da Argélia. Sua população era de 5 108 habitantes, em 2008.